# Maison de Hesse
La maison de Hesse est une famille princière allemande, issue de la dynastie des Régnier, comtes de Louvain et ducs de Brabant dont la généalogie remonte à Lambert Ier († 1015), comte de Louvain.

## Histoire
En raison du mariage du duc Henri II de Brabant (1207-1248) et de Sophie de Thuringe (1224-1275), fille du landgrave Louis IV, leur fils Henri Ier, dit « l'Enfant de Brabant», a pu soulever des prétentions au patrimoine du landgraviat de Thuringe. À la suite de la guerre de Succession de Thuringe (1247-1264), Sophie réussit à assurer les possessions du nouveau landgraviat de Hesse pour son fils.
En 1567, à la mort du landgrave Philippe Ier de Hesse, la principauté fut divisée entre ses quatre fils, d'où les quatre branches de cette maison :
- Hesse-Darmstadt (1567 – 1918) ;
  - Hesse-Butzbach (1609 – 1642) ;
  - Hesse-Braubach (1609 – 1651) ;
  - Hesse-Hombourg (1622 – 1866) ;
  - Hesse-Itter (1661 – 1676) ;
  - Battenberg (1858, branche de la maison de Hesse-Darmstadt, issue du mariage morganatique du prince Alexandre de Hesse, fils du grand-duc de Hesse Louis II, avec la comtesse Julia von Hauke, qui fut titrée comtesse de Battenberg, en contrepartie de l'exclusion de sa descendance de la ligne de succession du trône du grand-duché de Hesse. La branche britannique changea le nom de Battenberg en Mountbatten (qui est la traduction littérale anglaise de l'allemand Battenberg) en raison de la Première Guerre mondiale ;
- la Hesse-Cassel ou électorat de Hesse (1567 – 1866) ;
  - Hesse-Rotenbourg (1627 – 1834) ;
  - Hesse-Wanfried (1627 – 1755) ;
  - Hesse-Rheinfels (1627 – 1754) ;
  - Hesse-Philippsthal (1685 – 1866) ;
  - Hesse-Philippsthal-Barchfeld (1721 – 1866) ;
- Hesse-Marbourg (1567, territoire divisé en 1604 entre les Hesse-Darmstadt et les Hesse-Cassel) ;
- Hesse-Rheinfels (1567, territoire divisé en 1583 entre les Hesse-Darmstadt, les Hesse-Cassel et les Hesse-Marburg).

La maison de Hesse régna également temporairement sur la Suède (de 1720 à 1751) et sur la Bulgarie (de 1879 à 1886). Un membre de cette famille fut élu roi de Finlande en 1918 mais ne régna pas.
La Maison de Hesse appartient à la catégorie des dynasties souveraines. À ce titre, elle figure dans la première partie de l'Almanach de Gotha.

## Personnalités
Parmi les membres célèbres de cette famille on trouve :
- la princesse Wilhelmine-Louise de Hesse-Darmstadt, épouse du tsarévitch Paul, futur tsar Paul Ier de Russie ;
- la princesse Marie de Hesse-Darmstadt (1824-1880) épouse du tsar Alexandre II ;
- la princesse Alix de Hesse-Darmstadt (1872-1918), fille du grand-duc Louis IV, qui devint Alexandra Féodorovna, la dernière impératrice de toutes les Russies, en épousant l'empereur Nicolas II ;
- la princesse Élisabeth de Hesse-Darmstadt, sœur de la précédente et épouse du grand-duc Serge de Russie, qui mena en tout une vie édifiante, mourut martyre en 1918 et a été canonisée par l'Église orthodoxe russe en 2000 ;

### Suite des Landgraves de Hesse, issus de la Maison de Brabant
- Henri 1er de Hesse (1244-1308), 1er landgrave de Hesse (1275-1308 ;
- Othon 1er de Hesse (mort en 1328), landgrave de Hesse (1308-1328) ;
- Henri II de Hesse (mort en 1376), fils du précédent, landgrave de Hesse (1328-1376)
- Louis de Hesse (1305-1345), frère du précédent ;
- Hermann II de Hesse (1341-1413), fils du précédent, landgrave de Hesse (1376-1413) ;
- Louis 1er de Hesse (1402-1458), fils du précédent, landgrave de Hesse (1413-1458) ;
- Louis II de Hesse (1438-1471), fils du précédent, landgrave de Hesse (1458-1471) ;
- Guillaume II de Hesse (1469-1509), fils du précédent, landgrave de Hesse (1493-1509) ;

### Lignée de Hesse-Cassel (subsistante)
- Philippe Ier de Hesse (1504-1567), fils du précédent, landgrave de Hesse (1518-1567) ;
- Guillaume IV de Hesse-Cassel (1532-1592), fils du précédent, landgrave de Hesse-Cassel (1572-1592) ;
- Maurice de Hesse-Cassel (1572-1632), fils du précédent, landgrave de Hesse-Cassel (1592-1632) ;
- Guillaume V de Hesse-Cassel (1602-1637), fils du précédent ;
- Guillaume VI de Hesse-Cassel (1629-1663), fils du précédent ;
- Charles Ier de Hesse-Cassel (1654-1730), fils du précédent ;
- Guillaume VIII de Hesse-Cassel (1682-1760), fils du précédent ;
- Frédéric II de Hesse-Cassel (1720-1785), fils du précédent ;
- Guillaume IX de Hesse (1743-1821), fils du précédent, landgrave de Hesse-Cassel ;
- Guillaume II de Hesse-Cassel (1777-1847), fils du précédent, électeur de Hesse ;
- Frédéric-Guillaume Ier de Hesse (1802-1875), fils du précédent, électeur de Hesse-Cassel ; sa descendance (morganatique) se poursuit sous le nom Von Hanau ;
- Frédéric de Hesse-Cassel-Rumpenheim (1747-1837), fils cadet de Frédéric II de Hesse-Cassel (1720-1785) ;
- Guillaume de Hesse-Cassel-Rumpenheim (1787-1867), fils du précédent ;
- Frédéric de Hesse-Cassel (1820-1884), fils du précédent ;
- Alexandre-Frédéric de Hesse-Cassel (1863-1945), fils du précédent ;
- Frédéric-Charles de Hesse-Cassel (1868-1940), frère du précédent ;
- Philippe de Hesse-Cassel (1896-1980), fils du précédent ;
- Maurice de Hesse-Cassel (1926-2013), fils du précédent ;
- Heinrich Donatus de Hesse (né en 1966), fils du précédent ;
- Moritz de Hesse (2007), fils du précédent ;
- Wolfgang de Hesse-Cassel (1896-1989), frère jumeau de Philippe ;
- Christophe de Hesse-Cassel (1901-1943), frère du précédent ;
- Charles de Hesse-Cassel (1937-2022), fils du précédent ;
- Rainier de Hesse-Cassel (1939), frère du précédent ;

### Lignée de Hesse-Philippsthal, issue de celle de Cassel (subsistante)
Issue de Philippe de Hesse-Philippsthal, fils cadet de Guillaume VI de Hesse-Cassel (1629-1663), supra :
- Philippe de Hesse-Philippsthal (1655-1721), landgrave de Hesse-Philippsthal (1663-1721) ;
- Charles 1er de Hesse-Philippsthal (1682-1770), fils du précédent, landgrave de Hesse-Philippsthal (1721-1770) ;
- Guillaume de Hesse-Philippsthal (1726-1810), fils du précédent, landgrave de Hesse-Philippsthal (1770-1810) ;
- Ernest de Hesse-Philippsthal (1771-1849), fils du précédent, landgrave de Hesse-Philippsthal (1816-1849) ;
- Charles II de Hesse-Philippsthal (1803-1868), fils du précédent, landgrave de Hesse-Philippsthal (1849- annexion par la Prusse en 1866) ;
- Ernest de Hesse-Philippsthal (1846-1925), fils du précédent, landgrave de Hesse-Philippsthal (1866- abdication 1868) ;
- Guillaume de Hesse-Philippsthal-Barchfeld (1692-1761), fils cadet de Philippe de Hesse-Philippsthal (1655-1721) supra, landgrave de Hesse-Philippsthal-Barchfeld (1721-1761) ;
- Frédéric de Hesse-Philippsthal (1727-1777), fils du précédent, landgrave de Hesse-Philippsthal-Barchfeld (1761-1777) ;
- Adolphe de Hesse-Philippsthal-Barchfeld (1743-1803), frère du précédent, landgrave de Hesse-Philippsthal-Barchfeld (1777-1803) ;
- Charles de Hesse-Philippsthal-Barchfeld (1784-1854), fils du précédent, landgrave de Hesse-Philippsthal-Barchfeld (1803-1854) ;
- Alexis de Hesse-Philippsthal-Barchfeld (1829-1905), fils du précédent, landgrave de Hesse-Philippsthal-Barchfeld (1854- annexion par la Prusse 1866) ;
- Guillaume de Hesse-Philippsthal-Barchfeld (1831-1890), frère du précédent ;
- Clovis de Hesse-Philippsthal-Barchfeld (1876-1954), fils du précédent ;
- Guillaume de Hesse-Philippsthal-Barchfeld (1905-1942), fils du précédent ;
- Guillaume de Hesse-Philippsthal (1933-), fils du précédent ;
- Christian de Hesse-Philippsthal-Barchfeld (1887-1971), plus jeune fils de Guillaume de Hesse-Philippsthal-Barchfeld, supra.

### Rameau de Hesse-Eschwege (éteint)
Issu du landgrave Maurice de Hesse Cassel (1572-1632), supra :
- Frédéric de Hesse-Eschwege (1617-1655), landgrave de Hesse-Eschwege ;

### Lignée de Hesse-Rheinfels-Rotenbourg (éteinte)
Issue du landgrave Maurice de Hesse-Cassel (1572-1632), supra, par son fils cadet :
- Ernest Ier de Hesse-Rheinfels (1623-1693), landgrave de Hesse-Rheinfels (1649-1693) ;
- Guillaume de Hesse-Rheinfels-Rotenbourg (1648-1725), fils du précédent, landgrave de Hesse-Rheinfels-Rotenbourg (1693-1725) ;
- Ernest-Léopold de Hesse-Rheinfels-Rotenbourg (1684-1749), fils du précédent, landgrave de Hesse-Rheinfels-Rotenbourg (1723-1749) ;
- Joseph de Hesse-Rotenbourg (1705-1744), fils du précédent ;
- Constantin de Hesse-Rheinfels-Rotenbourg (1716-1778), frère du précédent, landgrave de Hesse-Rheinfels-Rotenbourg (1749-1778) ;
- Charles-Emmanuel de Hesse-Rheinfels-Rotenbourg (1746-1812), fils du précédent, landgrave de Hesse-Rheinfels-Rotenbourg (1778-1812) ;
- Victor-Amédée de Hesse-Rheinfels-Rotenbourg (1779-1834), fils du précédent, landgrave de Hesse-Rheinfels-Rotenbourg (1812-1834).

### Lignée de Hesse Wanfried (éteinte)
Issue de Ernest 1er de Hesse Rheinfels (1623-1693), supra, par son fils cadet :
- Charles de Hesse Wanfried (1649-1711) ;
- Guillaume II de Hesse Wanfried Rheinfels (1671-1731), fils du précédent, landgrave de Hesse Wanfried et de Hesse Rheinfels (1711-1731) ;
- Christian de Hesse Wanfried Rheinfels (1689-1755), frère du précédent, dernier landgrave de Hesse Wanfried et de Hesse Rheinfels (1731-1755).

### Lignée de Hesse Darmstadt
Issue de Philippe 1er de Hesse (1504-1567) auteur de la lignée de Cassel, supra, par son fils cadet :
- Georges 1er de Hesse Darmstadt (1547-1596), landgrave de Hesse Darmstadt (1567-1596) ;
- Louis V de Hesse Darmstadt (1577-1626), fils du précédent, landgrave de Hesse Darmstadt (1596-1626) ;
- Georges II de Hesse Darmstadt (1605-1661), fils du précédent, landgrave de Hesse Darmstadt (1626-1661) ;
- Louis VI de Hesse Darmstadt (1630-1678), fils du précédent, landgrave de Hesse Darmstadt (1661-1678) ;
- Ernest Louis de Hesse Darmstadt (1667-1739), fils du précédent, landgrave de Hesse Darmstadt (1678-1739) ;
- Louis VIII de Hesse Darmstadt (1691-1768), fils du précédent, landgrave de Hesse Darmstadt (1739-1768) ;
- Louis IX de Hesse Darmstadt (1719-1790), fils du précédent, landgrave de Hesse Darmstadt (1768-1790) ;
- Louis 1er grand-duc de Hesse (1753-1830), fils du précédent, landgrave de Hesse de Hesse Darmstadt (1790-1806), puis grand-duc de Hesse (1806-1830) ;
- Louis II grand-duc de Hesse (1777-1848), fils du précédent, grand-duc de Hesse (1830-1848) ;
- Louis III grand-duc de Hesse (1806-1877), fils du précédent, grand-duc de Hesse (1848-1877) ;
- Charles de Hesse-Darmstadt (1809-1877), frère du précédent ;
- Louis IV grand-duc de Hesse (1837-1892), fils du précédent, grand-duc de Hesse (1877-1892) ;
- Ernest Louis de Hesse (1868-1937), fils du précédent, grand-duc de Hesse (1892 - déposé en 1918) ;
- Georges de Hesse Darmstadt (1906-1937), fils du précédent ;
- Louis de Hesse Darmstadt (1908-1968), frère du précédent, dernier représentant mâle de la lignée des Hesse-Darmstadt.
- Maurice de Hesse Cassel (1926-2013), fils adoptif du précédent ;
- Heinrich Donatus de Hesse (né en 1966), fils du précédent ;

### Lignée de Hesse Hombourg, issue de celle de Darmstadt (éteinte)
- Frédéric 1er de Hesse Hombourg (1585-1638), landgrave de Hesse Hombourg (1622-1638), plus jeune fils de Georges 1er de Hesse-Darmstadt (1547-1596), supra ;
- Guillaume Christophe de Hesse Hombourg (1625-1681), fils du précédent, landgrave de Hesse Hombourg (1648-1669) ;
- Georges Christian de Hesse Hombourg (1626-1677), frère du précédent, landgrave de Hesse Hombourg (1669-1671) ;
- Frédéric II de Hesse Hombourg (1633-1708), frère du précédent, landgrave de Hesse Hombourg (1680-1708) ;
- Frédéric III de Hesse Hombourg (1673-1746), fils du précédent, landgrave de Hesse Hombourg (1708-1746) ;
- Frédéric IV de Hesse Hombourg (1724-1751), neveu du précédent, landgrave de Hesse Hombourg (1746-1751) ;
- Frédéric V de Hesse Hombourg (1748-1820), fils du précédent, landgrave de Hesse Hombourg (1751-1820) ;
- Frédéric VI de Hesse Hombourg (1769-1829), fils du précédent, landgrave de Hesse Hombourg (1820-1829) ;
- Louis Guillaume de Hesse Hombourg (1770-1839), frère du précédent, landgrave de Hesse Hombourg (1829-1839) ;
- Philippe de Hesse Hombourg (1779-1846), frère du précédent, landgrave de Hesse Hombourg (1839-1846) ;
- Gustave de Hesse Hombourg (1781-1848), frère du précédent, landgrave de Hesse Hombourg (1846-1848) ;
- Ferdinand de Hesse Hombourg (1783-1866), frère du précédent, landgrave de Hesse Hombourg (1848-1866).

### Lignée de Battenberg, issue de celle de Darmstadt (subsistante)
Descendance issue en ligne masculine et morganatique, d'Alexandre de Hesse Darmstadt (1823-1888), fils du grand-duc Louis II de Hesse (1777-1848) supra :
- Louis de Battenberg, puis Louis Mountbatten, 1er marquis de Milford-Haven (1854-1921) ;
- Georges Mountbatten 2e marquis de Milford-Haven (1892-1938), fils du précédent ;
- David Mountbatten, 3e marquis de Milford Haven (1919-1970), fils du précédent ;
- Georges Mountbatten, 4e marquis de Milford-Haven, fils du précédent (né en 1961) ;
- Louis Mountbatten, comte Mountbatten de Birmanie, vice-roi des Indes, amiral de la flotte britannique (1900-1979), fils de Louis de Battenberg, supra
- Alice de Battenberg (1885-1969), sœur du précédent, épouse du prince André de Grèce et mère, notamment, du prince Philip, duc d'Edimbourg ;
- Louise de Battenberg (1889-1965), sœur de la précédente, épouse du roi Gustave VI Adolphe de Suède ;
- Alexandre de Battenberg (1857-1893), roi Alexandre 1er de Bulgarie (1879-1886), fils d'Alexandre de Hesse-Darmstadt, supra ;
- Henri de Battenberg (1858-1896), gouverneur de l'île de Wight, frère du précédent ;
- Alexandre Mountbatten, 1er marquis de Carisbroke (1886-1960), fils du précédent ;
- Victoria Eugénie de Battenberg (1887-1969), sœur du précédent, épouse du Roi Alphonse XIII d'Espagne, chef de la Maison de Bourbon.

### Principales alliances françaises
- Amélie de Hesse Cassel (fille de Guillaume V de Hesse Cassel), mariée en 1648 avec Henri II de La Trémoïlle, 4e duc de Thouars ;
- Caroline de Hesse Rheinfels Rotenbourg, mariée en 1728 avec le prince Louis IV Henri de Bourbon Condé ;
- Victoria de Hesse Rotenbourg (1728-1792), troisième épouse, en 1745, de Charles de Rohan, prince de Soubise, maréchal de France ;
- Marie Hedwige de Hesse Rheinfels Rotenbourg, mariée en 1766 avec Jacques Léopold de La Tour d'Auvergne, duc de Bouillon ;

## Demeures
- Château de Marbourg
- Château de Darmstadt
- Château de Bad Homburg
- Château Wilhelmshöhe (Cassel)
- Château de Wilhelmsthal (Calden)
- Palais Bellevue (Cassel)
- Château de Philippsruhe
- Château de Wolfsgarten
- Château-hôtel de Kronberg
- Château de La Fasanerie
- Palais de la ville de Fulda
- Pavillon de chasse Wabern
- Château de Rumpenheim
- Château de Panker
- Château d'Heiligenberg (Jugenheim)
- Château de Louisenlund
- Parc et palais Rosenhöhe (Darmstadt)
- Château de Rotenbourg (wikipedia allemand)
- Château de Rheinfels
- Château de Fischbach (Basse Silésie), aujourd'hui Karpniki (Pologne)
- Château de Tarasp (Canton des Grisons, Suisse)
- Château d'Euxinograd (Bulgarie)